# The Illinois
A Mile-High Illinois vagyis Mérföldes Illinois, vagy Illinois Sky-City (Illinoisi Égi-Város) vagy egyszerűen csak Illinois egy tervezett felhőkarcoló volt amely 1 mérföld (1600 m) magas, és 528 emeletes lett volna amelyet Frank Lloyd Wright képzelt el 1956-ban. A tervezett épület Chicagóban épült volna meg, 18 460 000 négyzetlábas (1 715 000 m²) alapterülettel. Ha megépült volna, messze ez lett volna a világ legmagasabb épülete, több mint négyszerese lett volna az akkoriban a világ legmagasabb épületének számító Empire State Buildingnek, és majdnem kétszer olyan magas lett volna, mint a világ jelenleg legmagasabb épülete, a Burdzs Kalifa.
Ez vitathatatlanul a leghíresebb félig komoly látnoki épületi terv. Célja, hogy alternatívát adjon a városi terjeszkedésnek ami előfordul a legtöbb városban. Az épület akkoriban pénzügyileg megvalósítható lett volna.
A Burdzs Kalifa tornyot állítólag az Illinois ihlette.

## Külső hivatkozások
- Wright information page
- Italian page on the Illinois
- Qualcomm Stadium renovation in San Diego may include Illinois-like supertall
- Details several tall building designs, including The Illinois Archiválva 2007. január 21-i dátummal a Wayback Machine-ben
- Drawing of The Illinois at Skyscraperpage.com Archiválva 2007. január 21-i dátummal a Wayback Machine-ben
- A Drawing of The Illinois by Frank Lloyd Wright A Drawing of The Illinois by Frank Lloyd Wright